# Замковой, Андрей Викторович
Андре́й Ви́кторович Замково́й (род. 4 июля 1987, Свободный, Амурская область) — российский боксёр. Заслуженный мастер спорта России, двукратный бронзовый призёр Олимпийских игр (2012, 2020), участник Олимпийских игр 2016 года, чемпион мира (2019), серебряный призёр чемпионата мира (2009), чемпион Универсиады (2013), восьмикратный чемпион России (2010, 2011, 2013, 2015, 2017, 2018, 2020, 2023).

## Карьера
Тренировался под руководством Феликса Гелюса.
На олимпийских играх 2012 года завоевал бронзовую медаль, в полуфинале проиграв олимпийскому чемпиону Серику Сапиеву (Казахстан).
На олимпийских играх 2016 года закончил выступление на стадии 1/16 финала, уступив Рейтону Оквири (Кения).
Восемь раз становился победителем чемпионата России по боксу (2010, 2011, 2013, 2015, 2017, 2018, 2020, 2023).
На чемпионате мира 2019 года в Екатеринбурге завоевал первое место, победив в финале англичанина Пэта Маккормака.
В июле 2021 года Замковой стал бронзовым призёром Олимпиады в Токио. Он победил замбийца Стефана Зимбу в 1/16 финала и грузина Эскерхана Мадиева в четвертьфинале, однако затем в полуфинале уступил кубинцу Роньелю Иглесиасу.

## Награды
- Медаль ордена «За заслуги перед Отечеством» II степени (13 августа 2012 года) — за большой вклад в развитие физической культуры и спорта, высокие спортивные достижения на Играх XXX Олимпиады 2012 года в городе Лондоне (Великобритания)[1]
- Заслуженный мастер спорта России (20 августа 2012 года)[2]
- Почётная грамота Президента Российской Федерации (19 июля 2013 года) — за высокие спортивные достижения на XXVII Всемирной летней универсиаде 2013 года в городе Казани[3]
- Медаль ордена «За заслуги перед Отечеством» I степени (11 августа 2021 года) — за большой вклад в развитие отечественного спорта, высокие спортивные достижения, волю к победе, стойкость и целеустремленность, проявленные на Играх XXXII Олимпиады 2020 года в городе Токио (Япония)[4]
- Медаль «За укрепление боевого содружества» (14 августа 2021)[5][6]